# Craig Wing
Pour les articles homonymes, voir Wing.

a Compétitions nationales et continentales officielles uniquement.

b Matchs officiels uniquement.
Dernière mise à jour le 25 novembre 2020.
Craig Wing, né le 26 décembre 1979 à Sydney (Australie), est un ancien joueur de rugby à XIII et rugby à XV. Il est international australien de rugby à XIII, évoluant à divers postes. Après être passé à XV, il représente le Japon, évoluant aux postes de centre ou de demi d'ouverture.

## Biographie

### Jeunesse
Craig Wing est né à Sydney en Australie d'une mère d'origine philippine, et grandit dans la banlieue Est de la ville. Il pratique le rugby à XIII alors qu'il est âgé de quatre ans, et le rugby à XV à partir de ses sept ans.
Il suit sa scolarité à la Sydney Boys High School, où il pratique parallèlement le XIII et le XV. 
Il joue avec la sélection scolaire de rugby à XV de l'État de Nouvelle-Galles du Sud en 1997. Il représente également la sélection scolaire australienne (en) en 1997, jouant aux côtés de futurs Wallabies comme Phil Waugh ou George Smith.

### Rugby à XIII
Craig Wing commence sa carrière professionnelle à l'âge de 18 ans, avec les South Sydney Rabbitohs lors de la saison 1998 de National Rugby League (NRL). Il joue deux saisons avec cette équipe, disputant quarante-trois rencontres et inscrivant douze essais. Considéré comme un joueur très prometteur, il voit son contrat prolongé de trois saisons en 1999. Il est cependant contraint de quitter le club lorsque les Rabbitohs sont exclus du championnat à l'issue de la saison 1999, lorsque la NRL passe de vingt à quatorze équipes.
Il rejoint ensuite l'équipe rivale, les Sydney Roosters, à partir de la saison 2000. Malgré son talent, il est d'abord considéré comme un « super-sub » (super remplaçant) grâce à sa capacité à jouer à tous les postes des lignes arrières, ainsi que talonneur,. Il ne devient un titulaire régulier qu'à partir de la saison 2002, tout d'abord au poste de demi de mêlée, puis à celui de talonneur. Avec cette équipe il est finaliste du championnat en 2000, avant de le remporter en 2002, puis il connaît deux autres finales perdues en 2003 et 2004.
Entre 2001 et 2009, il représente à six reprises l'équipe de la ville de Sydney (City), dans la rencontre annuelle du City vs Country Origin. Il dispute également le State of Origin à partir de 2003, avec la Nouvelle-Galles du Sud,.
Il est sélectionné pour la première fois en équipe d'Australie en octobre 2002, à l'occasion d'un match contre la Nouvelle-Zélande. En 2008, il fait partie du groupe élargi pour préparer la Coupe du monde, mais n'est finalement pas retenu dans le groupe final. Il dispute size test-matchs, et un match, en sélection entre 2002 et 2005, et inscrit deux essais.
En 2008, après huit saisons avec les Roosters, et un total de cent-quatre-vingt-cinq matchs (pour soixante-six essais marqués), il décide de retourner jouer avec South Sydney. Il joue deux saisons avec cette équipe, avant que qu'il ne rompt son contrat à la fin de la saison 2009. Cette rupture de contrat, trois ans avant son terme, fait suite à d'importantes difficultés financières pour Wing, qui possède un dette personnelle d'environ un million de dollars australiens.

### Rugby à XV
Après son départ des Rabbitohs, Craig Wing change de code, et signe un contrat très lucratif de deux saisons avec le club japonais de rugby à XV des NTT Shining Arcs situé à Chiba, et qui évolue en Top League. Il évolue alors aux postes de centre et de demi d'ouverture. En 2012, au terme de son contrat avec les Shining Arcs, il rejoint les Kobelco Steelers dans le même championnat.
Au niveau international, il est d'abord convoité par la sélection philippine (en vertu de ses origines), mais fait finalement le choix de représenter le Japon, après être devenu sélectionnable grâce aux trois ans passés sur le territoire japonais. Il est sélectionné pour la première fois avec les Brave Blossoms dans le cadre du Tournoi asiatique 2013. Il obtient sa première cape internationale à l'âge de 33 ans, le 10 mai 2013 à l’occasion d’un match contre les Émirats arabes unis à Dubai. Plus tard la même année, il est titulaire au centre lors de la victoire historique du Japon contre le pays de Galles.
Il fait partie du groupe japonais sélectionné par Eddie Jones pour participer à la coupe du monde 2015 en Angleterre,. À 35 ans, il devient le plus vieux joueur japonais à faire ses débuts en Coupe du monde, lorsqu'il est titularisé face aux États-Unis. Il s'agit de l'unique match qu'il dispute lors de la compétition, ainsi que sa dernière sélection.
En 2016, après une dernière saison avec les Kobelco Steelers, il met un terme à sa carrière de joueur.

## Palmarès

### En rugby à XIII
- Vainqueur de la National Rugby League en 2002 avec les Sydney Roosters.
- Finaliste de la National Rugby League en 2000, 2003 et 2004 avec les Sydney Roosters.

- Vainqueur du City vs Country Origin en 2002, 2003, 2007 et 2009 avec City.
- Vainqueur du State of Origin en 2003, 2004 et 2005 avec la Nouvelle-Galles du Sud.

### En rugby à XV
- Vainqueur du Tournoi asiatique en 2013 avec le Japon.

## Statistiques

### En rugby à XIII
- 17 sélections avec l'Australie.
- 8 points (2 essais).

### En rugby à XV
- 11 sélections avec le Japon.
- 5 points (1 essai).

- Participation à la coupe du monde 2015 (1 match).